# Мацей Догель
Мацей Догель (пол. Maciej Dogiel; 6 серпня 1715, с. Гембули — 24 лютого 1760, м. Варшава) — польський історик-джерелознавець.

## Біографія
Народився в с. Гембули Лідського повіту Віленської губернії. Належав до католицького чернечого ордену піаристів. Од 1747 — ректор колегії піаристів у Вільно (нині м. Вільнюс), де заснував школу піаристів і друкарню. Від 1748 проживав у Німеччині, Франції та Голландії. Мав доступ до секретних документів королівського архіву в замку на Вавелі (Краків) й королівського архіву в Несвіжі (нині місто Мінської обл., Білорусь), родинних матеріалів шляхти й магнатів. Зібрав велику кількість історичних і дипломатичних документів, актів, пов'язаних з історією Польщі, Литви, України та інших держав. З восьми підготовлених ним томів були видрукувані 1758–64 1-й, 4-й, 5-й — «Codex diplomatiens Regni Poloniae et Magnus Ducatus Lituaniae». Решта залишилася в рукописах.
1758 у Вільно видав збірку документів про встановлення кордону між Польщею, Росією, Бранденбургом (Німеччина) і Померанією — «Limites Regni Poloniae et Magni Ducatus Lituaniae».
Помер у м. Варшава.